# Chomle
Chomle település Csehországban, Rokycanyi járásban. Chomle Skomelno, Vejvanov, Radnice és Hlohovice településekkel határos. Lakosainak száma 74 fő (2024. január 1.).

## Népesség
A település lakosságának változását az alábbi diagram mutatja:
| Lakosok száma | 304  | 265  | 245  | 149  | 103  | 66   | 61   | 62   | 71   | 74   |
|               | 1869 | 1900 | 1921 | 1961 | 1980 | 2011 | 2016 | 2019 | 2021 | 2024 |